# Yvonne Hak
Yvonne Hak (Países Bajos, 30 de junio de 1986) es una atleta neerlandesa, especialista en la prueba de 800 m en la que llegó a ser campeona europea en 2010.

## Carrera deportiva
En el Campeonato Europeo de Atletismo de 2010 ganó la medalla de oro en los 800 metros, corriéndolos en un tiempo de 1:58.85 segundos, llegando a meta por delante de la británica Jenny Meadows y la eslovaca Lucia Klocová (bronce con 1:59.24 s).